# Yoram Zague
Yoram Zague (Parijs, 15 mei 2006) is een Frans-Ivoriaans voetballer die bij voorkeur als rechtsback speelt. Hij speelt bij Paris Saint-Germain.

## Clubcarrière
In augustus 2023 tekende Zague zijn eerste profcontract. Op 6 april 2024 debuteerde hij in de Ligue 1 tegen Clermont.